# Barleria albostellata
Barleria albostellata är en akantusväxtart som beskrevs av C. B. Cl.. Barleria albostellata ingår i släktet Barleria och familjen akantusväxter. Inga underarter finns listade i Catalogue of Life.

## Bildgalleri

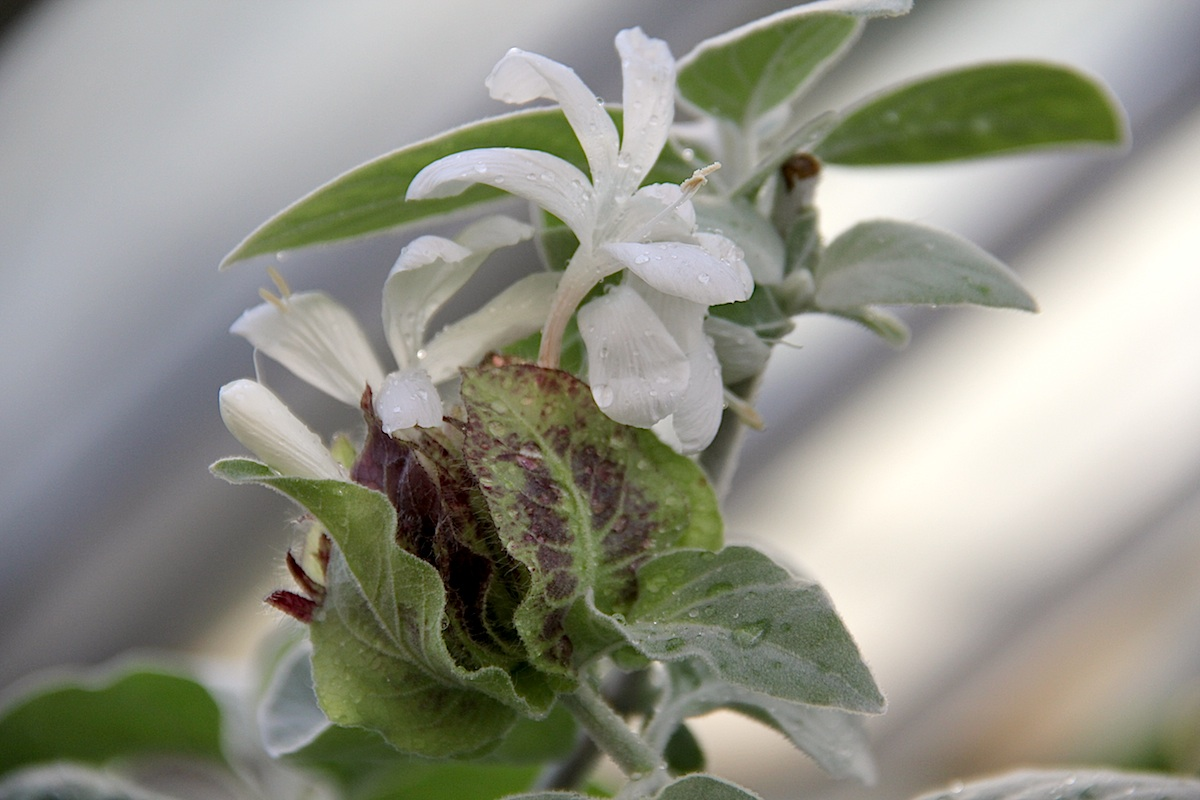
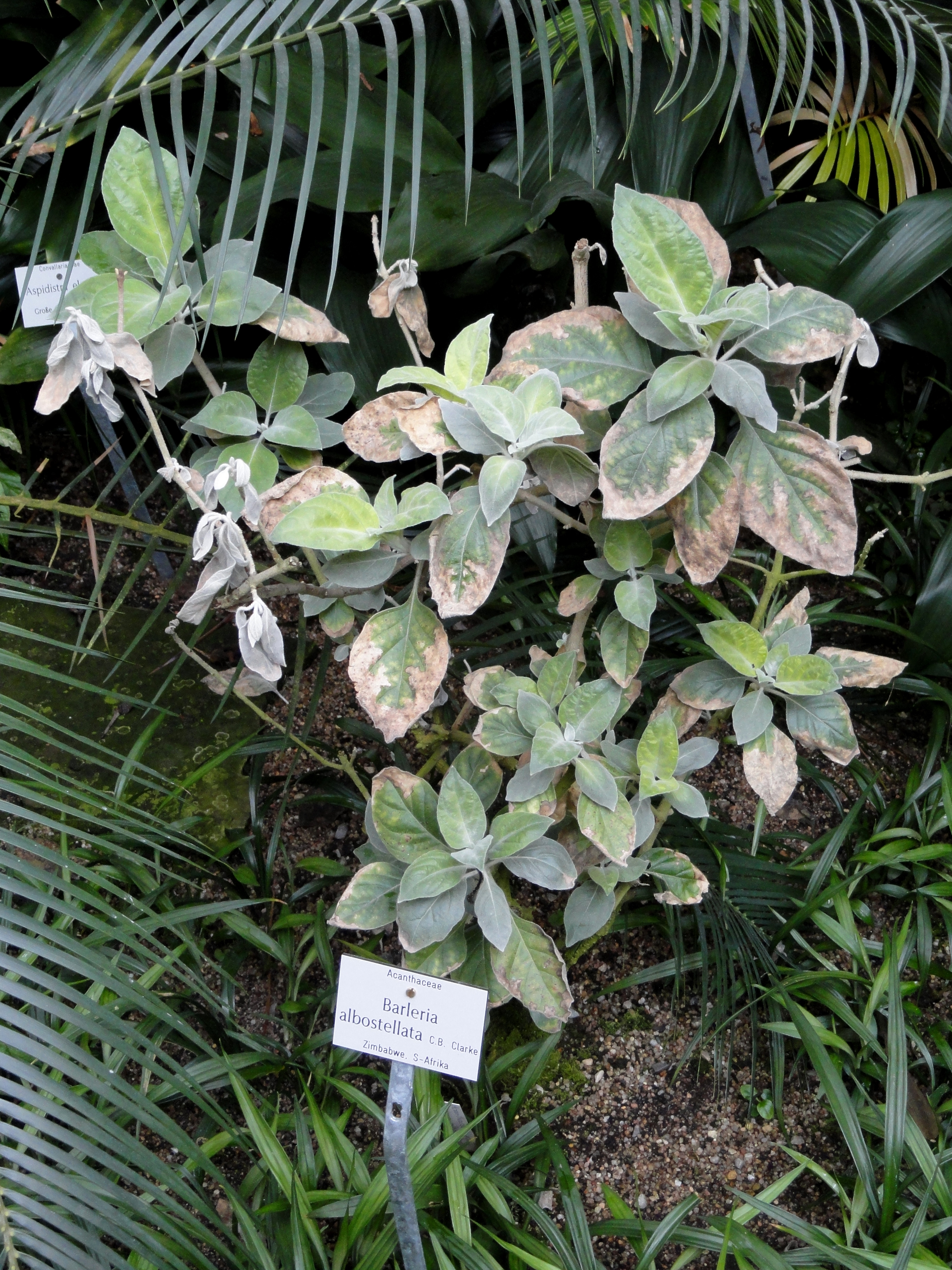
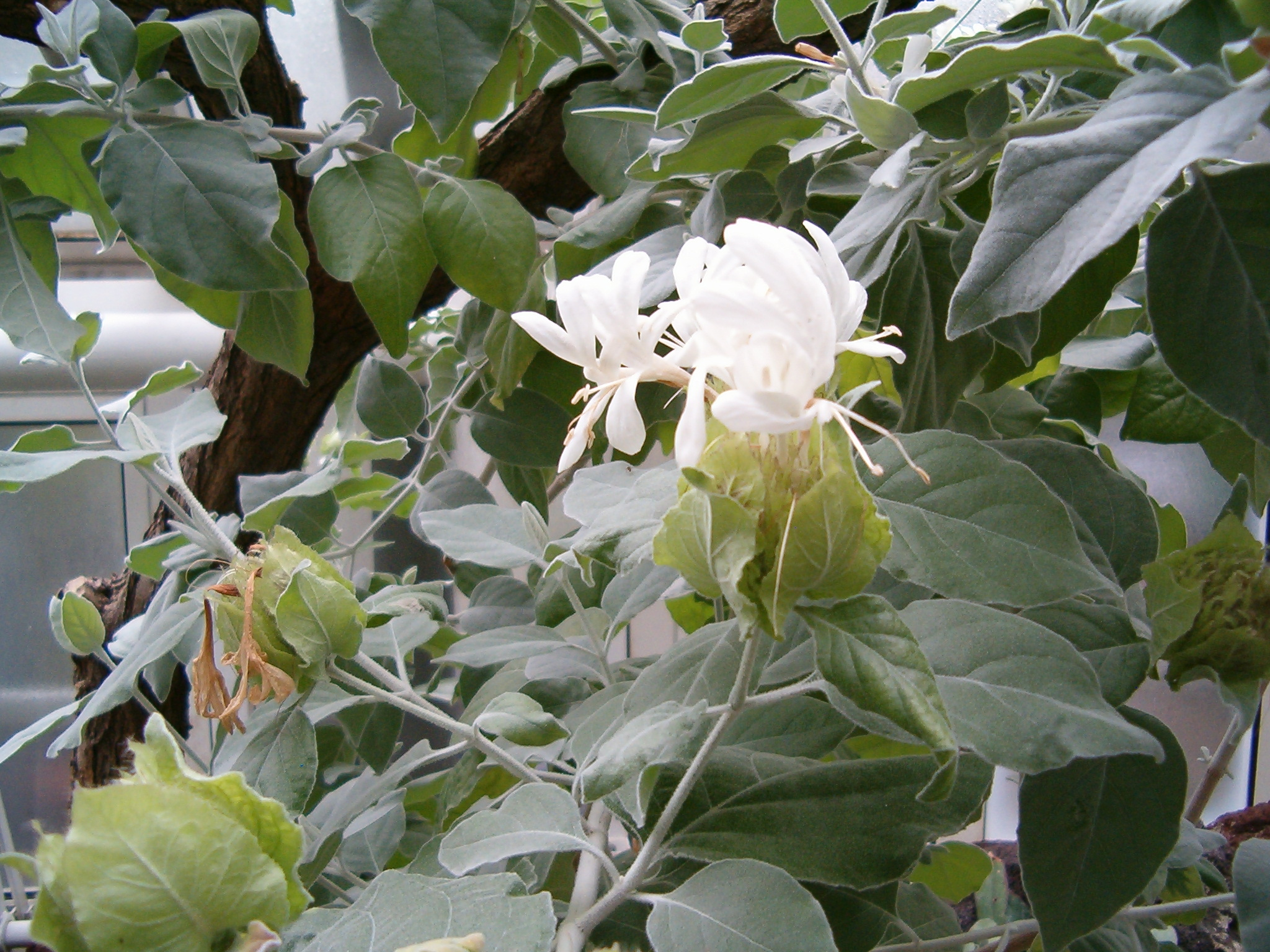
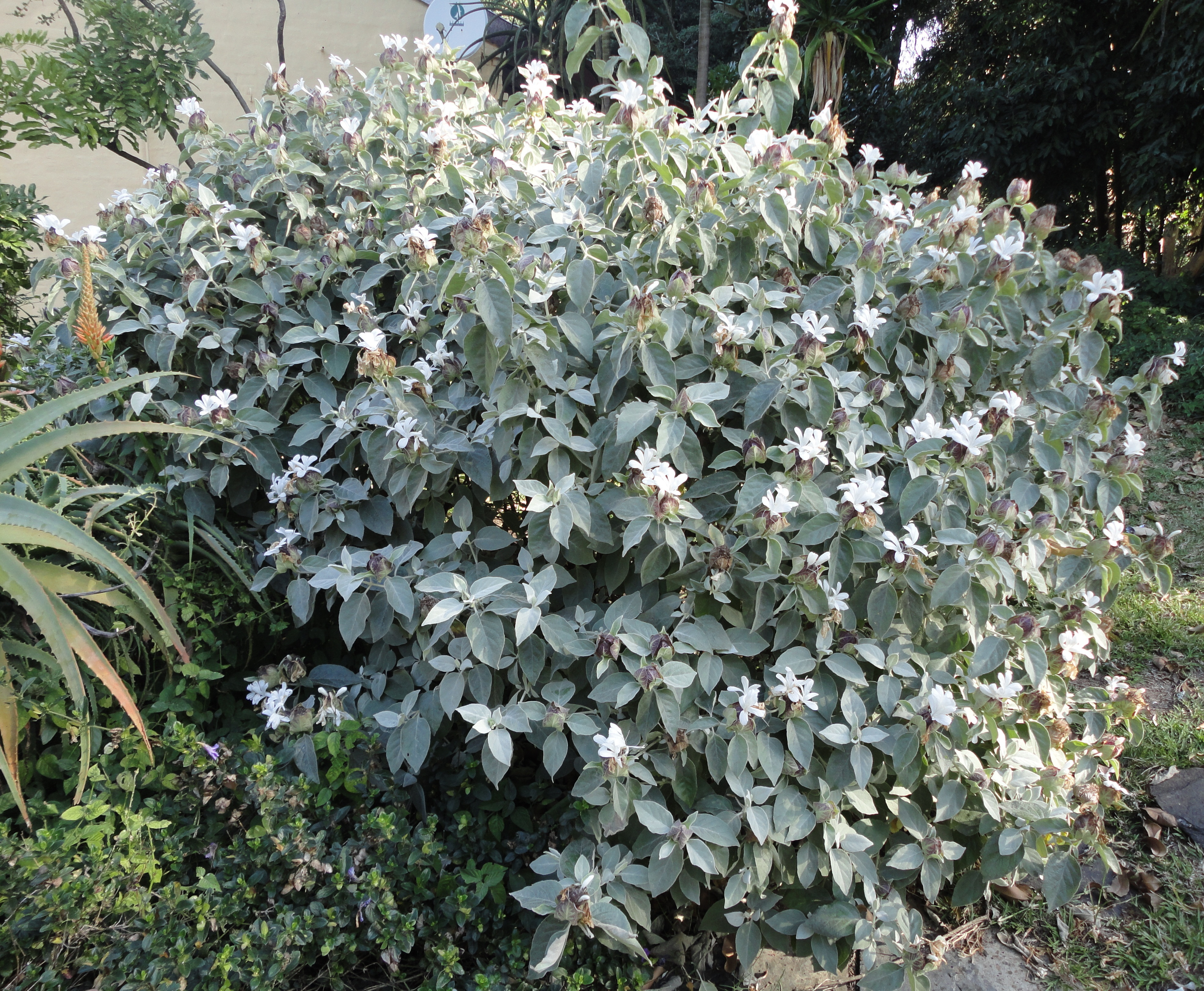
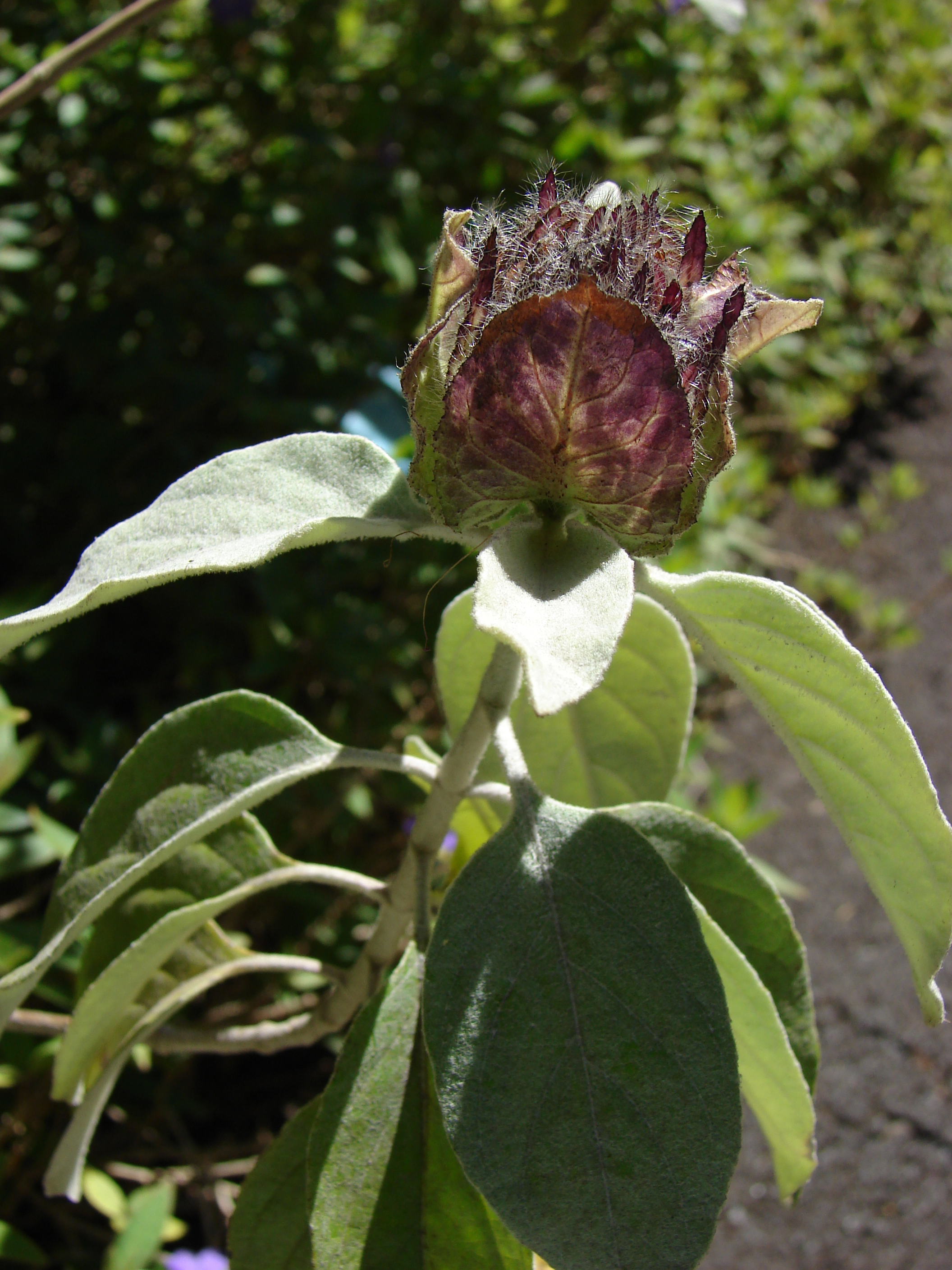
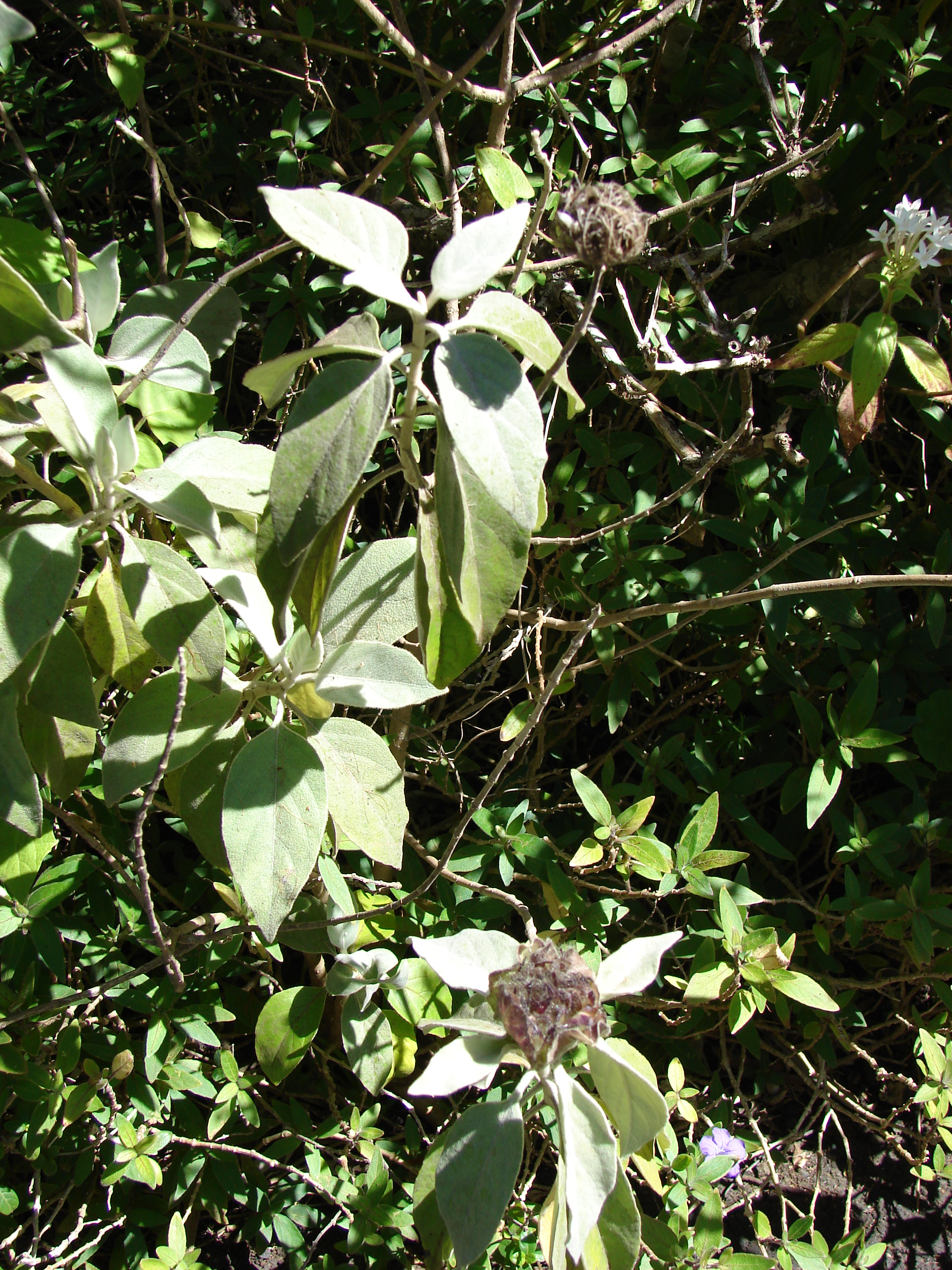